# Pingyang (köpinghuvudort i Kina, Hebei Sheng, lat 38,82, long 114,47)
Pingyang är en köpinghuvudort i Kina. Den ligger i provinsen Hebei, i den norra delen av landet, omkring 200 kilometer sydväst om huvudstaden Peking. Antalet invånare är 24 036. Befolkningen består av 11 882 kvinnor och 12 154 män. Barn under 15 år utgör 23,0 %, vuxna 15-64 år 68 %, och äldre över 65 år 7,0 %.
Runt Pingyang är det tätbefolkat, med 459 invånare per kvadratkilometer. Närmaste större samhälle är Lingshan, 14,6 km öster om Pingyang. Trakten runt Pingyang består till största delen av jordbruksmark.
Genomsnittlig årsnederbörd är 675 millimeter. Den regnigaste månaden är juli, med i genomsnitt 200 mm nederbörd, och den torraste är januari, med 3 mm nederbörd.